# Mikey Musumeci
Michael Musumeci Jr (Marlboro, Nueva Jersey, Estados Unidos; 7 de julio de 1996), más conocido como Mikey Musumeci, es un grappler de sumisión y cinturón negro en jiu-jitsu brasileño estadounidense que actualmente compite en la categoría de peso mosca de ONE Championship, donde es el actual Campeón Mundial de Submission Grappling de Peso Mosca de ONE. Musumeci es un cinco veces campeón mundial de IBJJF como cinturón negro (cuatro veces en competencias con gi y una vez en no-gi), y es el primer estadounidense en ganar más de un título mundial como cinturón negro.

## Primeros años
Michael Musumeci Jr. nació en Marlboro, Nueva Jersey el 7 de julio de 1996. Musumeci tiene ascendencia italiana. Musumeci comenzó a entrenar a la edad de 4 años junto a su hermana Tammi en Fatjo’s Martial Arts Academy bajo el entrenador Fernando “Cabeça”. Cuando tenía 10 años su familia se mudó a Florida. Mientras entrenaba en Florida conoció a los hermanos Mendes de Art of Jiu Jitsu (AOJ) cuando ellos estaban realizando un seminario, comenzando una larga relación con los hermanos y su academia. Musumeci ganó los Campeonatos Mundiales de la IBJJF en cada grado de cinturón empezando por el cinturón azul juvenil. En 2014 Guilherme Mendes lo premió con su cinturón marrón luego de Musumeci ganara el título mundial en cinturón marrón. En 2015 a los 18 años de edad, Musumeci recibió su cinturón negro de Gilbert Burns.

## Carrera como cinturón negro
Musumeci ganó el  Campeonato Panamericano de 2016 en categoría rooster seguido por el Campeonato Mundial en Nogi. En 2016 cambió de equipo uniéndose a la asociación de Caio Terra. En 2017, Musumeci ganó el Campeonato de la UAEJJF como cinturón negro en la categoría de 62 kg. En 2018 Musumeci se convirtió en Campeón Mundial por segunda vez. Peleando en una categoría más baja, ganó el Campeonato Mundial dos veces más en 2019 y 2021. Musumeci ostenta el cinturón de 61 kg de WNO (Who's Number One) de 2022.

### ONE Championship
En marzo de 2020, Chatri Sityodtong anunció que Musumeci había firmado un contrato con ONE Championship para competir en submission grappling en la promoción.
En su primer combate de submission grappling en ONE Championship, Musumeci enfrentó a la leyenda Masakazu Imanari en ONE 156 el 22 de abril de 2022. Musumeci ganó el combate por rear-naked choke. Dicha victoria lo haría ganador de su primer premio de Actuación de la Noche.

#### Campeonato de Submission Grappling de Peso Mosca de ONE
Musumeci enfrentó a Cleber Sousa por el Campeonato Inaugural de Submission Grappling de Peso Mosca de ONE en ONE on Prime Video 2, el 30 de septiembre de 2022. Ganó el combate por decisión unánime, coronándose como el primer Campeón de Submission Grappling de ONE Championship.
Musumeci estaba programado para hacer la primera defensa de su título contra el dos veces Campeón Mundial de Sambo Sayan Khertek, en ONE Fight Night 6, el 13 de enero de 2023. Sin embargo, Khertek sufrió una lesión y fue reemplazado por el Campeón de Mundial de Combat Sambo de 2022 Gantumur Bayanduuren. A pesar de los múltiples intentos de sumisión realizados, Musumeci fue incapaz de finalizar y terminó ganando el combate por decisión unánime.
Musumeci hizo la segunda de su título contra el Campeón Mundial de Peso Rooster de la IBJJF de 2022 Osamah Almarwai, el 5 de mayo de 2023, en ONE Fight Night 10. Ganó la pelea por rear-naked choke en 8 minutos. Esta victoria lo hizo merecedor de su segundo premio de Actuación de la Noche.
Musumeci hizo la tercera defensa de su título contra Jarred Brooks el 4 de agosto de 2023, en ONE Fight Night 13. Ganó la pelea por sumisión (triangle armbar) en 7 minutos y medio. Esta victoria lo hizo merecedor de su tercer premio de Actuación de la Noche.
Musuecia enfrentó al ex-Campeón Mundial de Peso Ligero de ONE Shinya Aoki en un combate de grappling de peso abierto el 6 de octubre de 2023, en ONE Fight Night 15. Ganó la pelea por sumisión (Aoki lock) en 3 minutos.
Musumeci enfrentó a Gabriel Sousa en una pelea de peso gallo el 7 de junio de 2024, en ONE 167. Ganó la pelea por sumisión (calf slicer).
Musumeci estaba programado para enfrentar a Kade Ruotolo por el Campeonato Mundial de Peso Ligero de ONE el 6 de septiembre de 2024, en ONE 168.

## Linaje de instrucción
A través de Gilbert Burns.
- Kano Jigoro → Tomita Tsunejiro → Mitsuyo Maeda → Carlos Gracie Sr. → Carlson Gracie → André Pederneiras  → Rafael Barros → Gilbert Burns → Mikey Musumeci

A través de Jonatas Gurgel.
- Kano Jigoro → Tomita Tsunejiro → Mitsuyo Maeda → Carlos Gracie Sr. → Carlson Gracie → André Pederneiras  → Joao Roque → Jonatas Gurgel → Mikey Musumeci[31]

## Campeonatos y logros
- ONE Championship
  - Campeonato Mundial de Submission Grappling de Peso Mosca de ONE (Una vez; inaugural; actual)
    - Tres defensas titulares exitosas

  - Actuación de la Noche (Tres veces) vs. Masakazu Imanari, Osamah Almarwai y Jarred Brooks
- International Brazilian Jiu-Jitsu Federation (IBJJF)[15]
  - Campeonato Mundial de la IBJJF (2021[32] / 2019 / 2018[33]/2017[34])
  - Campeonato Panamericano de la IBJJF (2016[35])
  - Campeonato Europeo de la IBJJF (2020[36] / 2017)
  - Campeonato Nacional de Estados Unidos de la IBJJF (2016/2015)
  - Campeonato Mundial en No-Gi de la IBJJF (2016[37])
  - Campeonato Mundial de la IBJJF (cinturón marrón de 2015, cinturón púrpura de 2014, cinturón azul juvenil de 2012/2013)
  - Campeonato Panamericano de la IBJJF (cinturón marrón de 2015, cinturón púrpura de 2014, cinturón azul juvenil de 2012/2013)
  - Campeonato Mundial en No-Gi de la IBJJF (cinturón azul juvenil de 2011)
  - Campeonato Panamericano en No-Gi de la IBJJF (cinturón azul juvenil de 2011)
- Abu Dhabi World Professional Jiu-Jitsu Championship
  - Campeonato Pro de Abu Dhabi de la UAEJJF (2017)
  - Campeonato Grand Slam de Los Ángeles de la UAEJJF (2016[38])

## Récord en grappling de sumisión
| Récord profesional | Récord profesional | Récord profesional |
| 71 peleas          | 66 victorias       | 5 derrotas         |
| ------------------ | ------------------ | ------------------ |
| Sumisión           | 33                 | 2                  |
| Decisión           | 33                 | 3                  |

| Resultado | Récord | Oponente                | Método                          | Evento                                         | División | Tipo | Fecha                    | Localización            |
| --------- | ------ | ----------------------- | ------------------------------- | ---------------------------------------------- | -------- | ---- | ------------------------ | ----------------------- |
| Victoria  | 66–5   | Gabriel Sousa           | Sumisión (calf slifer           | ONE 167                                        | –145 lbs | Nogi | 7 de julio de 2024       | Bangkok, Tailandia      |
| Victoria  | 65–5   | Shinya Aoki             | Sumisión (Aoki lock)            | ONE Fight Night 15                             | Abierto  | Nogi | 6 de octubre de 2023     | Bangkok, Tailandia      |
| Victoria  | 64–5   | Jarred Brooks           | Sumisión (triangle armbar)      | ONE Fight Night 13                             | –135 lbs | Nogi | 4 de agosto de 2023      | Bangkok, Tailandia      |
| Victoria  | 63–5   | Osamah Almarwai         | Sumisión (rear-naked choke)     | ONE Fight Night 10                             | –135 lbs | Nogi | 5 de mayo de 2023        | Broomfield, Colorado    |
| Victoria  | 62–5   | Gantumur Bayanduuren    | Decisión (unánime)              | ONE Fight Night 6                              | –135 lbs | Nogi | 13 de enero de 2023      | Bangkok, Tailandia      |
| Victoria  | 61–5   | Cleber Souza            | Decisión (unánime)              | ONE on Prime Video 2                           | –135 lbs | Nogi | 30 de septiembre de 2022 | Kallang, Singapur       |
| Victoria  | 60–5   | Masakazu Imanari        | Sumisión (rear-naked choke)     | ONE 156                                        | –65 kg   | Nogi | 22 de abril de 2022      | Kallang, Singapur       |
| Victoria  | 59–5   | Estevan Martinez        | Decisión (unánime)              | Who's #1: Craig Jones vs. Pedro Marinho        | –135 lbs | Nogi | 21 de enero de 2022      | Dallas, Texas           |
| Victoria  | 58–5   | Bruno Malfacine         | Decisión (puntos)               | IBJJF World Jiu-Jitsu Championship: Finals     | –57.5 kg | Gi   | 12 de diciembre de 2021  | Anaheim, California     |
| Victoria  | 57–5   | Richard Alarcon         | Sumisión (leg lock)             | Who's #1: The Return of Gordon Ryan            | –135 lbs | Nogi | 20 de octubre de 2021    | Austin, Texas           |
| Derrota   | 56–5   | Gabriel Sousa           | Sumisión (north south choke)    | 2021 FloGrappling WNO Championship: Day 1      | –155 lbs | Nogi | 25 de septiembre de 2021 | Austin, Texas           |
| Victoria  | 56–4   | Geovanny Martinez       | Decisión (puntos)               | Road to ADCC                                   | –146 lbs | Nogi | 18 de julio de 2021      | Austin, Texas           |
| Victoria  | 55–4   | Edwin Ocasio            | Decisión (unánime)              | Who's #1: Craig vs. Ruotolo                    | –135 lbs | Nogi | 18 de junio de 2021      | Austin, Texas           |
| Victoria  | 54–4   | Lucas Pinheiro          | Sumisión (inside heel hook)     | Who's #1: Gordon Ryan vs. Luiz Panza           | –135 lbs | Nogi | 28 de mayo de 2021       | Austin, Texas           |
| Victoria  | 53–4   | Marcelo Cohen           | Suimisión (triangle armbar)     | Who's #1: Gordon Ryan vs. Vagner Rocha         | –135 lbs | Nogi | 26 de marzo de 2021      | Austin, Texas           |
| Derrota   | 52–4   | Mahamed Aly             | Decisión (puntos)               | European Brazilian Jiu Jitsu Championship 2020 | –141 lbs | Gi   | 25 de enero de 2020      | Lisboa                  |
| Victoria  | 52–3   | Francisco Jonas Andrade | Decisión (dividida)             | European Brazilian Jiu Jitsu Championship 2020 | –141 lbs | Gi   | 25 de enero de 2020      | Lisboa                  |
| Victoria  | 51–3   | Diego Oliveria Batista  | Sumisión (straight ankle lock)  | European Brazilian Jiu Jitsu Championship 2020 | –141 lbs | Gi   | 25 de enero de 2020      | Lisboa                  |
| Victoria  | 50–3   | Suraj Budhram           | Sumisión (arm-in ezekiel choke) | European Brazilian Jiu Jitsu Championship 2020 | –141 lbs | Gi   | 25 de enero de 2020      | Lisboa                  |
| Victoria  | 49–3   | Joseph Lee              | Sumisión (omoplata)             | World Jiu Jitsu Festival: Day 1                | –155 lbs |      | 5 de octubre de 2019     | Long Beach, California  |
| Victoria  | 48–3   | Rodnei Barbosa          | Sumisión (straight ankle lock)  | 2019 IBJJF World Jiu-Jitsu Championship        | –57.5 kg | Gi   | 2 de junio de 2019       | Long Beach, California  |
| Victoria  | 47–3   | Bruno Malfacine         | Decisión (puntos)               | 2019 IBJJF World Jiu-Jitsu Championship        | –57.5 kg | Gi   | 2 de junio de 2019       | Long Beach, California  |
| Victoria  | 46–3   | Koji Shibamoto          | Decisión (puntos)               | 2019 IBJJF World Jiu-Jitsu Championship        | –57.5 kg | Gi   | 2 de junio de 2019       | Long Beach, California  |
| Derrota   | 45–3   | Nobuhiro Sawada         | Decisión                        | Pan Jiu-Jitsu IBJJF Championship               | –57.5 kg | Gi   | 24 de marzo de 2019      | Irvine, California      |
| Victoria  | 45–2   | Ary Farias              | Decisión                        | 2018 IBJJF World Jiu-Jitsu Championship        | –64 kg   | Gi   | 3 de junio de 2018       | Los Ángeles, California |
| Victoria  | 44–2   | João Miyao              | Decisión                        | 2017 IBJJF World Jiu-Jitsu Championship        | –64 kg   | Gi   | 4 de junio de 2018       | Los Ángeles, California |